# 柄裸藻目
柄裸藻目（Colaciales）為古虫界眼虫門眼虫綱的一个目。